# Teksty Drugie
Teksty Drugie (pełny tytuł: Teksty Drugie: teoria literatury, krytyka, interpretacja) – polski dwumiesięcznik literaturoznawczy wydawany przez Instytut Badań Literackich Polskiej Akademii Nauk (IBL PAN), założony w 1990 roku. Wsparcie wydawnicze zapewniają Stowarzyszenie Pro Cultura Litteraria i (począwszy od numeru 4/ 2019) Uniwersytet Jagielloński.
Czasopismo ma charakter interdyscyplinarny i publikują w nim naukowcy, pisarze, poloniści, slawiści, komparatyści, filozofowie, socjologowie, historycy, historycy sztuki a także debiutanci. Specjalnością pisma są numery tematyczne dotyczące ważnych, aktualnych zagadnień (podmiotowości, teorii literatury i interpretacji, krytyki gender, pogranicza estetyki i etyki, wielokulturowości w literaturze).
„Teksty Drugie” stanowią kontynuację wydawanego w latach 1972–1981 przez IBL oraz Komitet Nauk o Literaturze dwumiesięcznika literaturoznawczego „Teksty” zawieszonego podczas stanu wojennego.
Pismo znajduje się w wykazie czasopism naukowych punktowanych przez MNiSW, w European Reference Index for the Humanities (ERIH), a także na liście filadelfijskiej ISI Master Journal List (Arts & Humanities Citation Index).
Czasopismo dzieli się na stałe działy: 
- Szkice,
- Roztrząsania i rozbiory (recenzje, analizy porównawcze i krytyczne),
- Interpretacje,
- Przechadzki (impresje i inne lekkie formy).

Pojawiają się także, w zależności od potrzeb chwili: 
- Archiwalia,
- Polemiki,
- Kronika,
- Dociekania.

## Kolegium redakcyjne[5]
- Ryszard Nycz (red. naczelny)
- Anna Nasiłowska (zastępca red. naczelnego)
- Agata Bielik-Robson (Anglia)
- Włodzimierz Bolecki
- Agnieszka Dauksza
- Maria Delaperrière (Francja)
- Przemysław Czapliński
- Ewa Domańska
- Grzegorz Grochowski
- Zdzisław Łapiński
- Michał Paweł Markowski (USA)
- Maciej Maryl
- Jakub Momro
- Leonard Neuger (Szwecja)
- Bożena Shallcross (USA)
- Justyna Tabaszewska
- Marta Zielińska
- Tul’si Bhambry (współpraca redakcyjna)
- Marta Bukowiecka (sekretarz redakcji)

## Rada Redakcyjna[5]
- Edward Balcerzan
- Małgorzata Czermińska
- Paweł Dybel
- Luigi Marinelli (Włochy)
- Knut Andreas Grimstad (Norwegia)
- Jerzy Jarzębski
- Bożena Karwowska (Kanada)
- Krzysztof Kłosiński
- Dorota Krawczyńska
- Vladimir Krysinski (Kanada)
- Arent van Nieukerken (Holandia)
- Ewa Rewers
- German Ritz (Szwajcaria)
- Henryk Siewierski (Brazylia)
- Ewa Thompson (USA)
- Joanna Tokarska-Bakir
- Tamara Trojanowska (Kanada)
- Alois Woldan (Austria)

Nieżyjący już członkowie Rady Redakcyjnej:
- Stanisław Barańczak
- Janusz Sławiński
- Anna Zeidler-Janiszewska